# Матрос второй статьи
Матрос второй статьи или Матрос 2-й статьи — строевой нижний чин 1-го, 2-го и 3-го разрядов низшего класса и должность военнослужащего рядового состава Российского Императорского флота (РИФ)
На флоте из числа грамотных матросов хорошего поведения 1-й или 2-й статьи, не специалистов, на корабле, от каждой роты, самими нижними чинами, выбирался артельщик и утверждался в этом звании ротным командиром.
Годовой оклад жалованья по чину Матрос 2-й статьи в морском ведомстве (за узаконенными вычетами) составлял для:
- 1-го разряда — 6 рублей 30 копеек;
- 2-го и 3-го разрядов — 8 рублей 10 копеек[1].

Оклады морского довольствия по чину Матрос 2-й статьи в морском ведомстве (за узаконенными вычетами) для:
- внутреннего плавания — 60 копеек;
- заграничного плавания — 90 копеек[1].

В Русской Императорской армии строевому нижнему чину матроса второй статьи соответствовали звание рядовой. В 1917 году этот строевой нижний чин после революции (переворота) заменён воинским корабельным званием краснофлотец, которое в 1946 году было заменено корабельным званием матрос.
|                                     |                   |                                                            |
| Младший строевой нижний чин: Рекрут | Матрос 2-й статьи | Старший строевой нижний чин: Гальванёр и Матрос 1-й статьи |